# Arne Åhman
Arne Per Åhman (ur. 4 lutego 1925 w Nordingrå, zm. 5 lipca 2022 w Umeå) – szwedzki lekkoatleta, specjalizujący się w trójskoku i w skoku wzwyż, mistrz olimpijski.
Pierwszym znaczącym sukcesem Åhmana był brązowy medal w trójskoku na mistrzostwach Europy w 1946 w Oslo. Przegrał wówczas z Finem Rautio i swoim rodakiem Johnssonem.
Na igrzyskach olimpijskich w 1948 w Londynie startował w trójskoku i w skoku wzwyż. W finale trójskoku już w pierwszym swoim skoku uzyskał odległość 15,40 m, która była nowym rekordem Szwecji oraz ostatecznie zapewniła mu złoty medal olimpijski. Sukces Szweda wynikał też z warunków na skoczni, która ze względu na kiepskie przygotowanie niszczyła się z każdym kolejnym skokiem. Åhman, pierwszy na liście startowej, wykorzystał swoją szansę w pierwszym skoku. Kolejne miejsca zajęli Australijczyk George Avery i Turek Ruhi Sarıalp. W skoku wzwyż nie zakwalifikował się do finału.
Podczas mistrzostw Europy w 1950 w Brukseli Åhman zajął w trójskoku słabsze 5. miejsce. Za to tym razem powiódł się jego start w skoku wzwyż, gdzie zajął drugie miejsce za Brytyjczykiem Patersonem.
Na kolejnych igrzyskach olimpijskich w 1952 w Helsinkach start Szweda w trójskoku był całkowicie nieudany – zajął dopiero 15. miejsce.